# Макгинти, Далтон
Далтон (Долтон) Джеймс Патрик Макгинти-младший (англ. Dalton James Patrick McGuinty, Jr.; род. 19 июля 1955, Оттава, Онтарио) — канадский политик и юрист, премьер-министр Онтарио от Либеральной партии Онтарио с 23 октября 2003 года. На выборах в Онтарио в октябре 2011 года его партия получила большинство, и он вновь сформировал правительство. 15 октября 2012 года ввиду растущей критики в адрес экономической политики либералов заявил о том, что досрочно уйдёт в отставку после выборов нового лидера либералов Онтарио.
Известен умеренными взглядами по экономическим вопросам. Первый предложенный им проект бюджета провинции предусматривал повышение личных налогов и планировал отмену провинциального налога на капитал корпораций. Придерживается либеральных взглядов на социальные вопросы, поддерживает право женщин на аборт и право на однополый брак. В начале 2005 года его правительство провело широкую реформу провинциального законодательства, направленную на приведение его в соответствие с легализацией в 2003 году однополых браков в Онтарио.

## Молодость
Отцом Макгинти был профессор Далтон Макгинти-старший, известный политик в Онтарио ирландского происхождения, а мать, медсестра Элизабет Пекстон, была родом из франкоканадской семьи. Оба были католиками. Сам Далтон с детства владел обоими официальными языками Канады. В семье было 9 братьев и сестёр. В настоящее время его младший брат Дэвид с 2004 г. представляет округ Южная Оттава в федеральном парламенте, тогда как Далтон был избран по округу Южная Оттава в провинциальный парламент.
Выпускник Старшей школы Сент-Патрик (St. Patrick’s High School) в г. Оттава. Окончил Университет Макмастера со степенью бакалавра биологии, затем окончил второй бакалавриат, в области права, в Оттавском университете, после чего стал практикующим юристом.
С 1980 г. женат на своей школьной подруге Терри, работавшей в то время учительницей начальных классов. В семье родились дочь и три сына.

## Политическая карьера
Его отец, Далтон Макгинти-старший, был членом провинциального парламента от округа Южная Оттава до своей смерти в 1990 г. В том же году Далтон Макгинти младший был избран в парламент от того же округа. Однако в целом эти выборы оказались для либералов неудачными — впервые в истории к власти в провинции пришла Новая демократическая партия. Далтон Макгинти стал оппозиционным критиком по вопросам энергии, окружающей среды и университетов. Переизбран депутатом в 1995 г., когда либералы вновь стали официальной оппозицией, но на этот раз уже консервативному правительству. С 1996 г. — лидер официальной оппозиции в провинции, переизбран на этот пост в 1999 г. В своей партии по взглядам был близок к правому крылу, ориентированному на бизнес, а его критики — к левому, ориентированному на получателей социальных пособий.
К 2003 г. избиратели устали от правительства прогрессистов-консерваторов, которые вступали в открытую конфронтацию по многим спорным вопросам. Либералы победили на выборах и сформировали правительство, которое возглавил Макгинти. Он повторил свой успех в 2007 г. В 2011 г. либералы вновь победили на выборах, однако получили меньшинство мест в парламенте (53 из 107). Макгинти вновь предложено сформировать правительство.